# Loxostege caradjana
Loxostege caradjana là một loài bướm đêm trong họ Crambidae.